# Fort Johnson

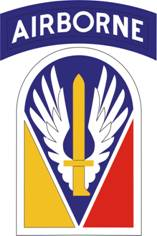
Wappen des JRTC

Fort Johnson, ehemals Fort Polk, ist eine Militärbasis des US-Heeres. Die Fort liegt im Bundesstaat Louisiana nahe der Stadt Leesville. Der Stützpunkt wurde 1941 gegründet und nach Leonidas Polk, einem Bischof der Episkopalkirche der Vereinigten Staaten von Amerika und späterem General des konföderierten Heeres im Sezessionskrieg benannt. In Fort Johnson waren 2008 ca. 11.000 Soldaten stationiert.
In Fort Johnson befindet sich das teilstreitkraftübergreifende Übungs- und Ausbildungszentrum Joint Readiness Training Center (JRTC).
Fort Polk wurde am 13. Juni 2023 umbenannt. Die Umbenennung erfolgte nach den Empfehlungen der Namenskommission.

## Stationierte Einheiten
- 3. Infantry Brigade Combat Team (IBCT-Infanterie-Brigade) der 10. Gebirgsdivision
- 1. Bataillon, 509. Infanterieregiment
- Feldlazarett 115